# Albert Lebourg
Pour les articles homonymes, voir Lebourg.
Albert Lebourg, né le 1er février 1849 à Montfort-sur-Risle et mort le 6 janvier 1928 à Rouen, est un peintre impressionniste français, issu de l’École de Rouen.

## Biographie

### Formation
Il fait ses études à l'école des beaux-arts de Rouen, où il est l'élève de Gustave Morin et de Seignemartin.
Remarqué par un collectionneur en 1872, celui-ci lui propose une place de professeur de dessin en Algérie où il enseigna jusqu'en 1877, avec un retour à Rouen en 1873 pour se marier. Il y rencontre le coloriste lyonnais Jean Seignemartin (1848-1875). Sous son influence, Lebourg éclaircit sa palette et réalise une série de tableaux d'après le même sujet.
À son retour en métropole, il s’installe à Paris dans le quartier des Gobelins. Le marchand de tableaux Portier à Paris lui fit connaître les nouveaux milieux artistiques.. Il suit pendant deux ans, en 1878 et 1879, des cours dans l'atelier de Jean-Paul Laurens pour préparer le concours de professeur de dessin de la Ville de Paris, mais il renonce à ce projet.
Il expose Une Femme lisant au Salon de Paris en 1878. Lors de la quatrième exposition impressionniste de 1879, il présente dix tableaux et dix fusains inspirés de l'Algérie et de la Normandie, dont L'Amirauté à Alger. Il expose à nouveau avec les impressionnistes en 1880 lors de leur cinquième manifestation.
Au Salon de 1883, la toile Le matin ; Dieppe est acceptée. Sur les conseils de son ami Paul Paulin, il effectue un voyage en Auvergne au mois de juillet 1884. Il visite Thiers, Riom, le Mont-Dore et revient en Auvergne à Pont-du-Château, en août 1885. Après un bref passage à Paris, il rejoint Pont-du-Château à l’automne, y passe l’hiver et rentre à Paris au printemps suivant. Il ne réapparaît au Salon qu'en 1886 avec Neige en Auvergne.
De 1886 à 1893, l'artiste fréquente régulièrement le littoral boulonnais. L'une de ses créations, La Plage de Boulogne-sur-Mer, est particulièrement importante puisqu'elle met en avant une représentation de cabines de plages utilisées alors. Celles-ci étaient montées sur roues et tirées par un cheval jusqu'à la mer ce qui permettait aux dames de ne pas se découvrir avant le contact direct de la mer.

### La Reconnaissance
Il est invité en février 1887 à l’exposition du Groupe des XX à Bruxelles. En 1888, il s'installe à Puteaux. 
Il expose au 1er salon de la Société nationale des beaux-arts du 15 mai au 30 juin 1890 et en devient sociétaire en 1893. Il participe à presque tous ses Salons de 1891 à 1914.
En 1892, il prend un logement 20 quai de Paris à Rouen. Son épouse Marie y décède le 3 août 1894. Il séjourne ensuite à Versailles chez sa belle-mère, puis à Alençon. 
De l’automne 1895 jusque début 1896, il visite la Hollande avec le peintre Horace Mélicourt, ancien compagnon de l’atelier Jean-Paul Laurens. En février, il participe à la 3e exposition de la Libre Esthétique à Bruxelles. Au mois d’avril, une exposition particulière lui est consacrée à la galerie Mancini rue Taitbout à Paris.
Au mois d’août 1897, il effectue un second voyage aux Pays-Bas, à Rotterdam. Il est exposé à la galerie Bernheim en 1899. Il est présent en 1900 à l’exposition de la Centennale de l’Art français et aussi au Pavillon des Peintres orientalistes. En mars 1901, il figure à la 8e exposition de la Libre Esthétique à Bruxelles.
Pendant l’été 1902, sur recommandation de son médecin, le docteur Théodore Gaillard (1854-1925), il part en cure à Saint-Gingolph, petit village franco-suisse de 600 habitants, enjambant la Morge sur le lac Léman. Il y séjourne de fin août à fin novembre 1902. Mais il se déclare peu convaincu par les paysages de montagne. Il passe à des formats plus grands.
En 1903, il expose à la Nationale des beaux-arts six vues du lac Léman. Il participe à l’exposition d’Hanoï dans le cadre de la présence culturelle de la France en outre-mer, ce qui lui vaut sa nomination au grade de chevalier de la Légion d'honneur en 1903. La même année il est exposé à la galerie Rosenberg et à nouveau en 1906.
En 1905, il effectue un voyage dans le sud-ouest de la France avec un séjour prolongé à La Rochelle. Durant l’année 1907, il participe à l’exposition l’Âme normande à Paris. Il consacre l’été à visiter la Belgique : Gand, La Panne, Bruges. Il passe la suite de l’été à La Bouille, près de Rouen.
Au cours de l’année 1910, il séjourne à Amiens. Et, à l’automne, il se trouve en villégiature à Chalou-Moulineux, village dans la banlieue sud de Paris. Il obtient une médaille de bronze à l’exposition internationale d’art à Barcelone en 1911. La même année, il expose des vues d’Amiens et de Chalou-Moulineux à la Nationale des beaux-arts.
La plus importante exposition qui lui fut consacrée eut lieu en 1918 à Paris à la galerie Georges Petit.
Possédant un atelier rue de Poissy à Paris, il y resta jusqu'en 1920 avant de retourner à son domicile rouennais où il tomba malade. 
En 1924, il sera promu au grade d'officier de la Légion d'honneur.
Atteint de paralysie, Lebourg cesse de peindre en 1925 et meurt en 1928 au terme d'une douloureuse maladie. Il repose au cimetière monumental de Rouen.
Albert Lebourg est membre de l'Académie des sciences, belles-lettres et arts de Rouen.

## Distinctions
- Officier de la Légion d'honneur (décret du 28 février 1924). Il est fait officier par Léonce Bénédite le 29 mars 1924.

## Expositions
- Musée Alfred-Canel de Pont-Audemer, du 10 octobre 2009 au 17 janvier 2010.
- Maison des Arts du Grand-Quevilly, festival Normandie impressionniste 2013, du 27 mars au 25 août 2013.

## Réception critique
Roger Marx écrit à propos de La Neige, Auvergne : "Envisagée dans l’œuvre de Lebourg sa toile la plus connue donne la pleine mesure d’un talent qui atteint à l'extrême puissance par l'extrême délicatesse ; elle marque triomphalement le début de la série célèbre des Neiges ; elle résume les résultats acquis au cours de ses séjours en Auvergne durant lesquels le peintre se hausse définitivement à la maîtrise…" La gazette des Beaux Arts Artistes Contemporains Albert Lebourg janvier 1904.
Claude Roger-Marx reproche à ce « petit-maître attentif et scrupuleux » de confondre « un désordre papillotant avec le culte de la lumière. »
Germain Bazin se plaît néanmoins, quant à lui, à souligner cette singularité de Lebourg qui « ne divise pas le ton mais fragmente la touche pour faire vibrer la couleur. »

## Œuvre
Les paysages d'hiver et les sites au bord de l'eau ont la prédilection de cet artiste pour qui « les valeurs prédominent sur les tons »[réf. nécessaire].

### Collections publiques
En Algérie
- Alger, musée national des beaux-arts :
  - Café Maure du Hamma, huile sur toile ;
  - Rouen, huile sur toile.

En France
- Agen, musée des beaux-arts : La Seine à Rouen en hiver, huile sur toile.
- Aix-les-Bains, musée Faure.
- Chatou, Musée Fournaise : Paris, Le pont Saint-Michel et l’écluse de la Monnaie, 1900, aquarelle.
- Clermont-Ferrand, musée d'art Roger-Quilliot :
  - Neige à Pont-du-Château, 1885, huile sur toile[10].
  - Vue de Clermont-Ferrand, vers 1885, huile sur toile.
  - Rotterdam, 1896, huile sur toile.
- Douai, musée de la Chartreuse : La Seine à Croisset, huile sur toile.
- Dieppe, Musée de Dieppe :
  - Le Vieux port de Dieppe, huile sur toile, 1896.
  - Vue de Dieppe, huile sur toile, 19e siècle.
  - L'avant port de Dieppe, huile sur toile, 1882.
- Évreux, musée d'Évreux : Neige à Pont-du-Château, huile sur toile.
- Lyon, musée des beaux-arts : La Seine à Rouen, huile sur toile.
- Paris :
  - musée d'Orsay : Remorqueurs à Rouen, huile sur toile ;
  - musée Marmottan : Place de la Concorde, huile sur toile ;
  - palais de l'Institut : Le Pont des Arts et l'Institut de France : effet de soleil au matin, vers 1900.
  - Petit Palais : Le Pont-Neuf.
- Pau, musée des beaux-arts : Notre-Dame vue du quai de la Tournelle, huile sur toile.
- Pont-Audemer, Musée Alfred-Canel :
  - Notre-Dame de Paris, vue du quai de La Tournelle, 1910 (date supposée), Huile sur toile.
  - Le port de Rouen, 1915 ou 1920, Huile sur toile.
- Rouen, musée des beaux-arts : 
  - L'Île Lacroix sous la neige, huile sur toile.
  - Navire norvégien dans le port de Rouen, huile sur toile.
  - Notre-Dame de Paris sous la neige, 1895, huile sur toile.
  - Vue de Rouen, offert à l'Académie de Rouen[11].
- Sceaux, musée de l'Île-de-France :
  - Vue de la Seine au bas Meudon, 1893, huile sur toile ;
  - Le Pont de Neuilly du côté de Courbevoie, huile sur toile.
- Strasbourg, musée d'art moderne et contemporain de Strasbourg :
  - La Cathédrale de Dordrecht, 1886.
  - Bords de la Seine, Cours La Reine, 1889.
- Toulouse Fondation Bemberg :
  - Port de Dieppe, 1893, huile sur toile.

En Russie
- Saint-Pétersbourg, au musée de l'Ermitage (Annexe à l'ex-état Major) 
  -  Vue de Pont du Château , 1885, huile sur toile.

## Œuvres dans des collections particulières référencées
- Bords de Seine à Paris, après l'orage, 1900, huile sur toile, collection particulière[12].

## Galerie

Œuvres d'Albert Lebourg
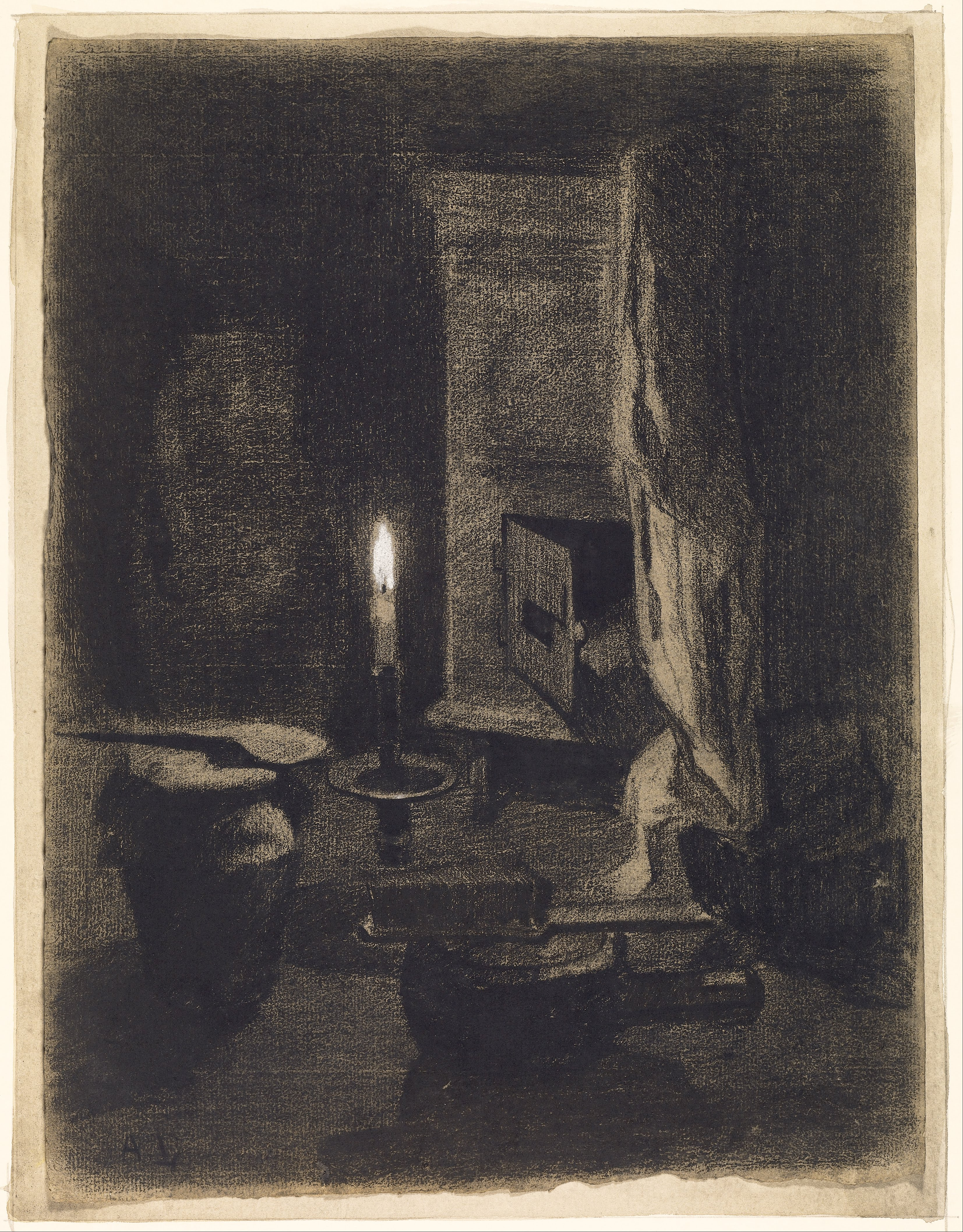
Nature morte à la chandelle (vers 1867-1870), Los Angeles, Getty Center.
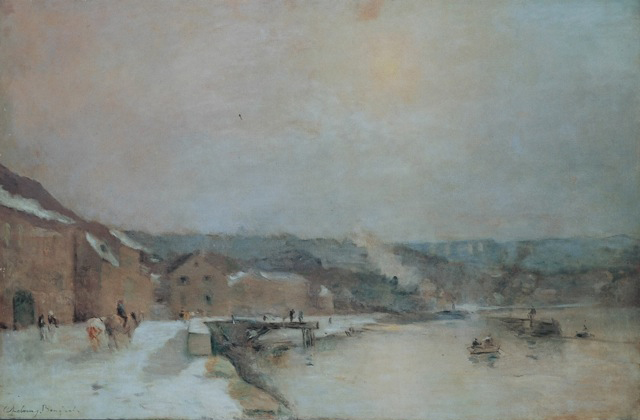
Bords de Seine à Bougival (1885), huile sur toile, Genève, musée du Petit Palais.
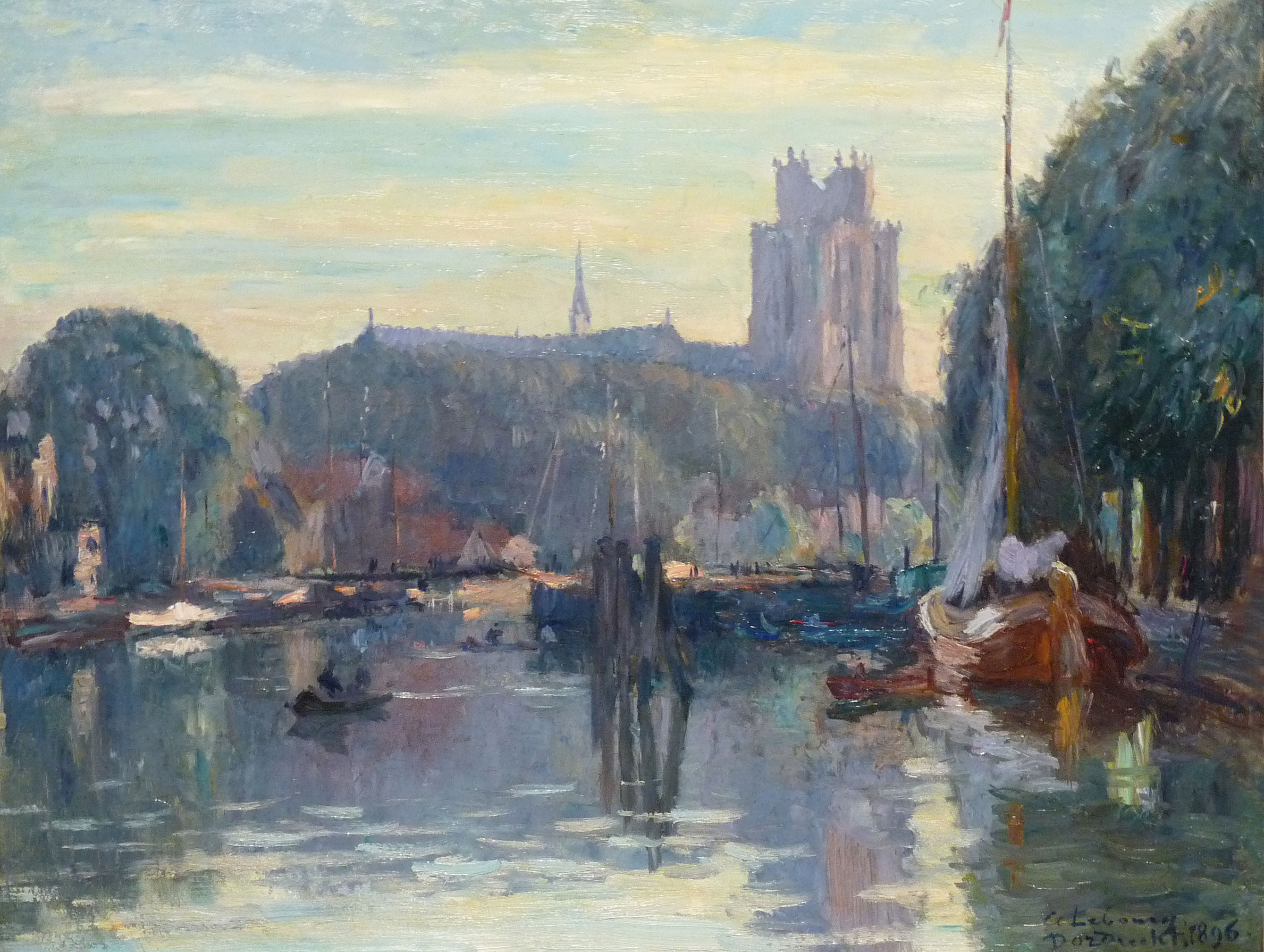
La Cathédrale de Dordrecht (1886), musée d'art moderne et contemporain de Strasbourg.
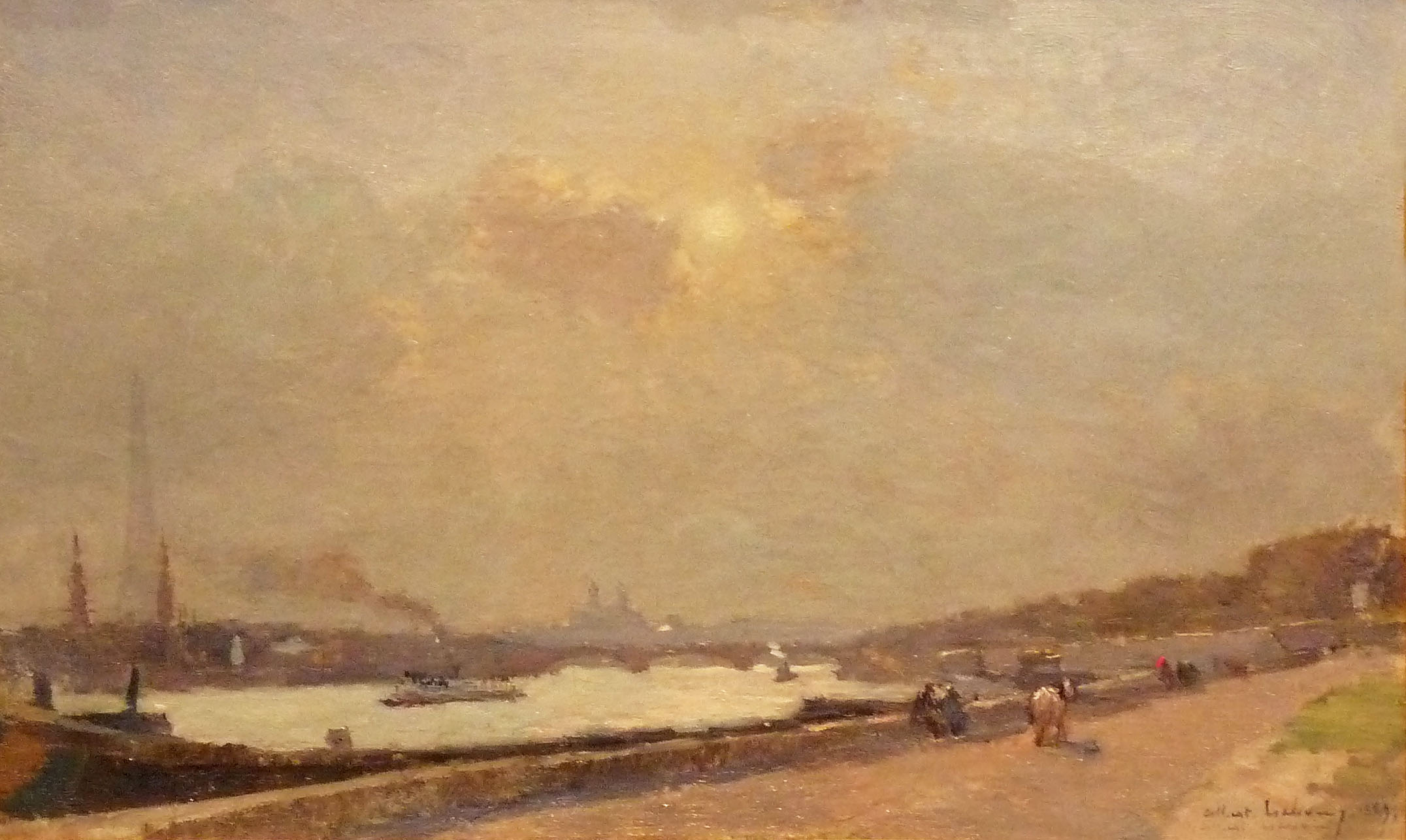
Bords de la Seine, Cours La Reine (1889), musée d'art moderne et contemporain de Strasbourg.
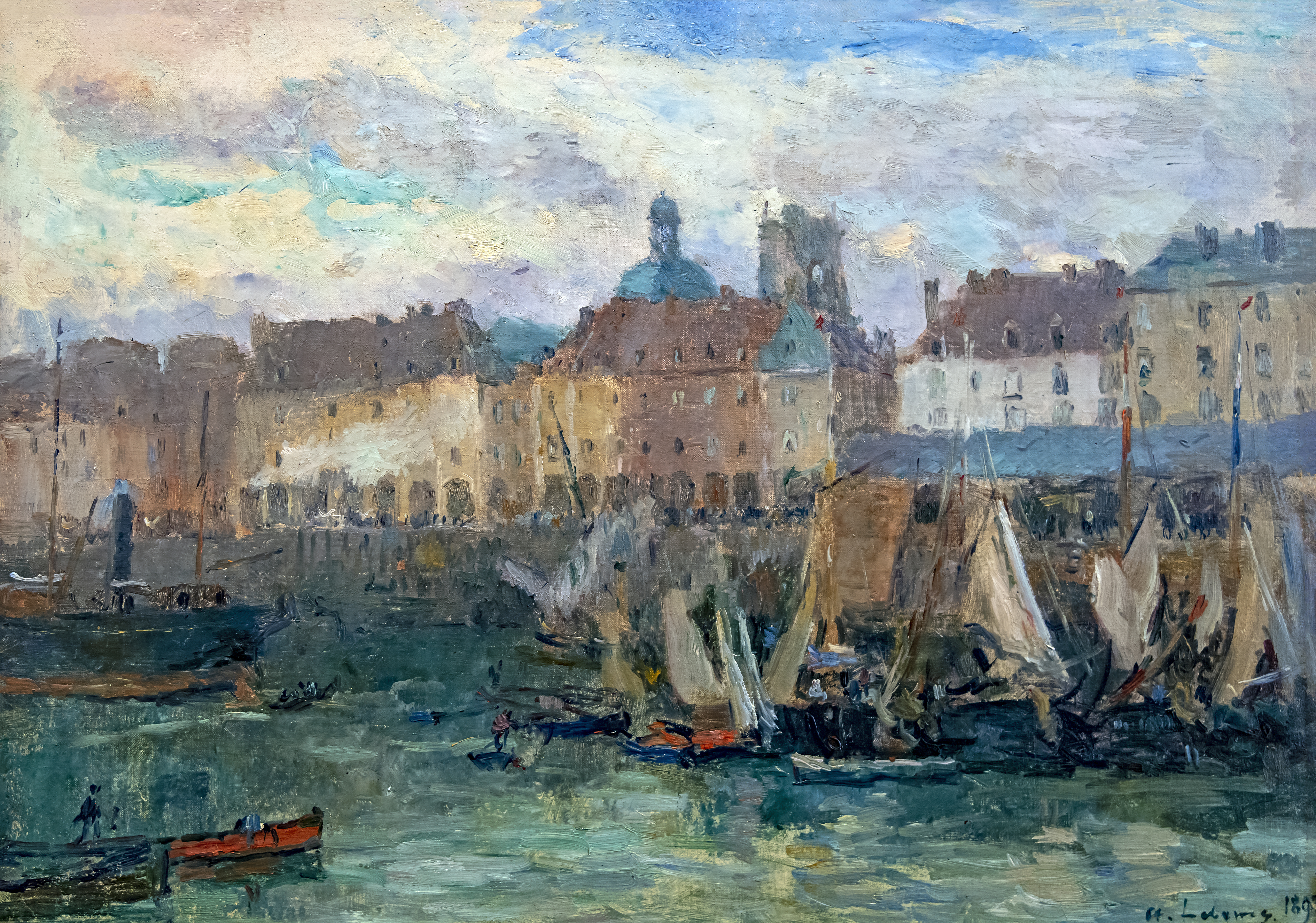
Port de Dieppe (1893) Fondation Bemberg
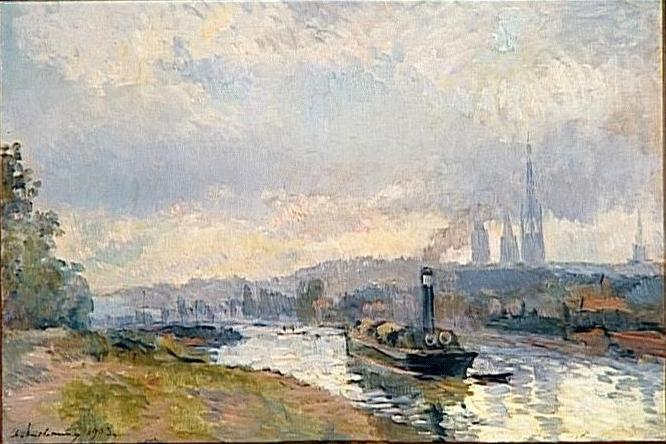
Remorqueurs à Rouen (1903), musée des beaux-arts d'Angers.
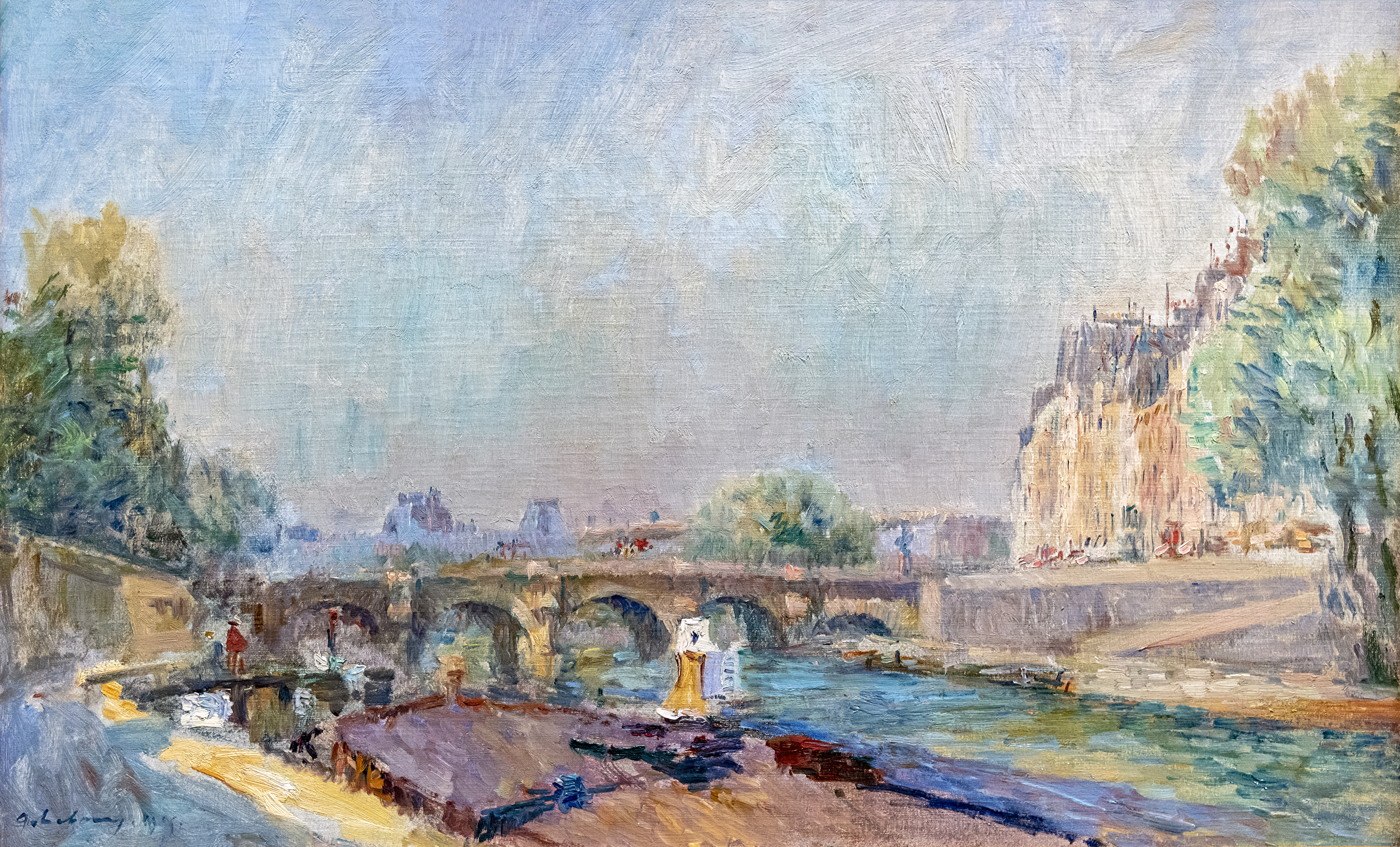
Paris, le pont Neuf (1905), Toulouse, Fondation Bemberg.
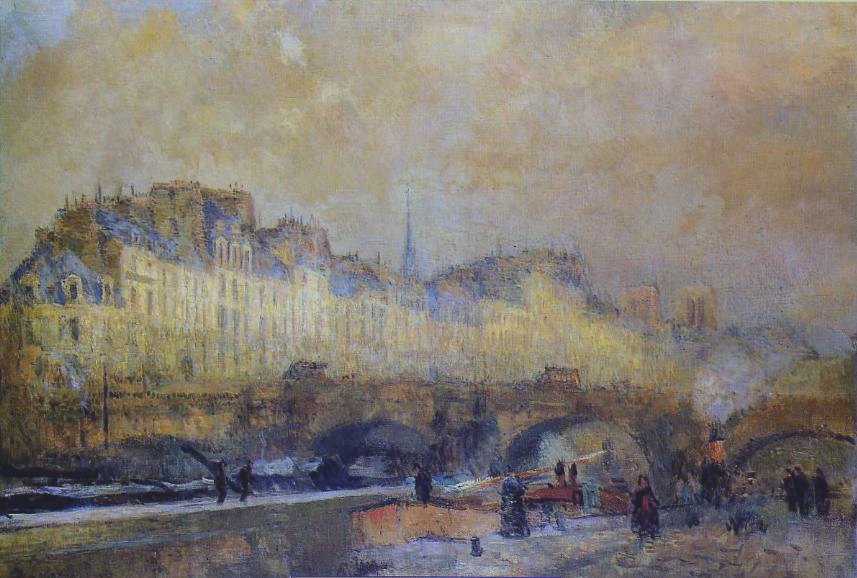
Paris, l'écluse de la Monnaie. Soleil d'hiver, Paris, musée d'Orsay.
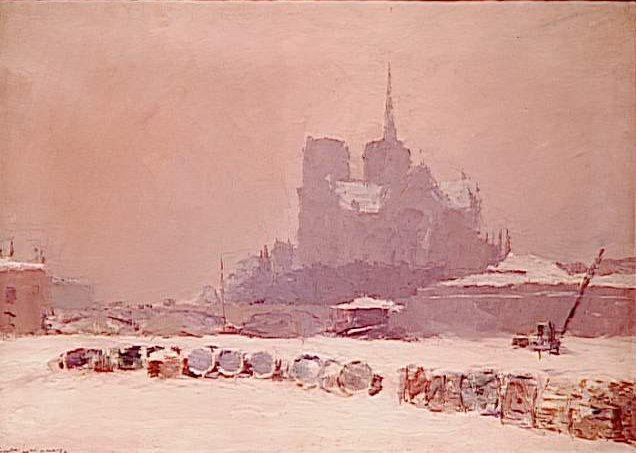
Notre-Dame de Paris, Neige, musée des beaux-arts de Rouen.